# Presură tibetană
Presura tibetană (Emberiza koslowi) este o pasăre cântătoare mică din familia Emberizidae, ordinul paseriformelor.

## Etimologie
Denumirea specifică koslowi pentru această specie a fost dată după exploratorul rus Pyotr Kozlov.

## Descriere
Creștetul este negru și are dungi albe pe cap. Spatele este de culoare castanie.

## Comportament
Structura cu cupolă a cuibului acestei specii pare să fie unică printre presurile din familia Emberizinae, care au cuiburi deschise.[4] Femela depune 3 sau 4 ouă.
Se hrănesc cu cereale iarna iar vara cu insecte precum fluturi, lăcuste și gândaci.
Prădătorii principali ai presurei tibetane sunt păsările de pradă, precum șoimii și bufnițele și mamiferele, precum vulpile, nevăstuicile și bursucii.